# كاباندريتي
كاباندريتي (Καπανδρίτι) هي مدينة في إقليم أتيكا في اليونان.
يبلغ عدد سكانها حوالي 3121 نسمة.